# 极乐前二村墓地
极乐前二村墓地，位于中华人民共和国青海省大通回族土族自治县极乐乡极拉口上庄村，为青海省市县级文物保护单位，公布日期为1990年11月28日，类型为古墓葬。
极乐前二村墓地的历史年代为卡约文化。